# Genouilly (Cher)
Genouilly ist eine französische Gemeinde mit 666 Einwohnern (Stand 1. Januar 2022) im Département Cher in der Region Centre-Val de Loire; sie gehört zum Arrondissement Vierzon und zum Kanton Vierzon-2. Die Bewohner werden Genouillois und Genouilloises genannt.

## Geschichte
Die Bezeichnung des Ortes war in gallorömischer Zeit Geniulacum oder Genoliacum; 1264 hieß er Genoili, 1371 Genoilhi.
Etwa 100 Meter unterhalb der Erdhügels „Le Mouton“ (vermutlich eine Variante von „Motton“ und damit ein Hinweis auf eine alte Motte, die zur Abwehr der Normannen Ende des 9. Jahrhunderts errichtet wurde) wurden zwei Steinstelen gefunden, ein mit lateinischer und einer mit griechischer Inschrift. Die Stelen befinden sich heute im Museum in Bourges.

## Bevölkerungsentwicklung
| Genouilly: Einwohnerzahlen von 1793 bis 2016                                                                               | Genouilly: Einwohnerzahlen von 1793 bis 2016 | Genouilly: Einwohnerzahlen von 1793 bis 2016 | Genouilly: Einwohnerzahlen von 1793 bis 2016 | Genouilly: Einwohnerzahlen von 1793 bis 2016 |
| --- | -------------------------------------------- | -------------------------------------------- | -------------------------------------------- | -------------------------------------------- |
| Jahr |                                              |                                              |                                              | Einwohner                                    |
| 1793 | 1793                                         |                                              | 1.209                                        | 1.209                                        |
| 1800 | 1800                                         |                                              | 1.060                                        | 1.060                                        |
| 1806 | 1806                                         |                                              | 1.154                                        | 1.154                                        |
| 1821 | 1821                                         |                                              | 1.193                                        | 1.193                                        |
| 1831 | 1831                                         |                                              | 1.204                                        | 1.204                                        |
| 1836 | 1836                                         |                                              | 1.261                                        | 1.261                                        |
| 1841 | 1841                                         |                                              | 1.194                                        | 1.194                                        |
| 1846 | 1846                                         |                                              | 1.318                                        | 1.318                                        |
| 1851 | 1851                                         |                                              | 1.454                                        | 1.454                                        |
| 1856 | 1856                                         |                                              | 1.456                                        | 1.456                                        |
| 1861 | 1861                                         |                                              | 1.464                                        | 1.464                                        |
| 1866 | 1866                                         |                                              | 1.496                                        | 1.496                                        |
| 1872 | 1872                                         |                                              | 1.467                                        | 1.467                                        |
| 1876 | 1876                                         |                                              | 1.386                                        | 1.386                                        |
| 1881 | 1881                                         |                                              | 1.407                                        | 1.407                                        |
| 1886 | 1886                                         |                                              | 1.390                                        | 1.390                                        |
| 1891 | 1891                                         |                                              | 1.416                                        | 1.416                                        |
| 1896 | 1896                                         |                                              | 1.400                                        | 1.400                                        |
| 1901 | 1901                                         |                                              | 1.342                                        | 1.342                                        |
| 1906 | 1906                                         |                                              | 1.341                                        | 1.341                                        |
| 1911 | 1911                                         |                                              | 1.264                                        | 1.264                                        |
| 1921 | 1921                                         |                                              | 1.144                                        | 1.144                                        |
| 1926 | 1926                                         |                                              | 1.062                                        | 1.062                                        |
| 1931 | 1931                                         |                                              | 1.003                                        | 1.003                                        |
| 1936 | 1936                                         |                                              | 1.001                                        | 1.001                                        |
| 1946 | 1946                                         |                                              | 924                                          | 924                                          |
| 1954 | 1954                                         |                                              | 911                                          | 911                                          |
| 1962 | 1962                                         |                                              | 821                                          | 821                                          |
| 1968 | 1968                                         |                                              | 722                                          | 722                                          |
| 1975 | 1975                                         |                                              | 705                                          | 705                                          |
| 1982 | 1982                                         |                                              | 721                                          | 721                                          |
| 1990 | 1990                                         |                                              | 762                                          | 762                                          |
| 1999 | 1999                                         |                                              | 755                                          | 755                                          |
| 2006 | 2006                                         |                                              | 727                                          | 727                                          |
| 2011 | 2011                                         |                                              | 708                                          | 708                                          |
| 2016 | 2016                                         |                                              | 686                                          | 686                                          |
| Quelle(n): EHESS/Cassini bis 1999, INSEE ab 2006 Anmerkung(en): Ab 1962 offizielle Zahlen ohne Einwohner mit Zweitwohnsitz |                                              |                                              |                                              |                                              |

## Sehenswürdigkeiten

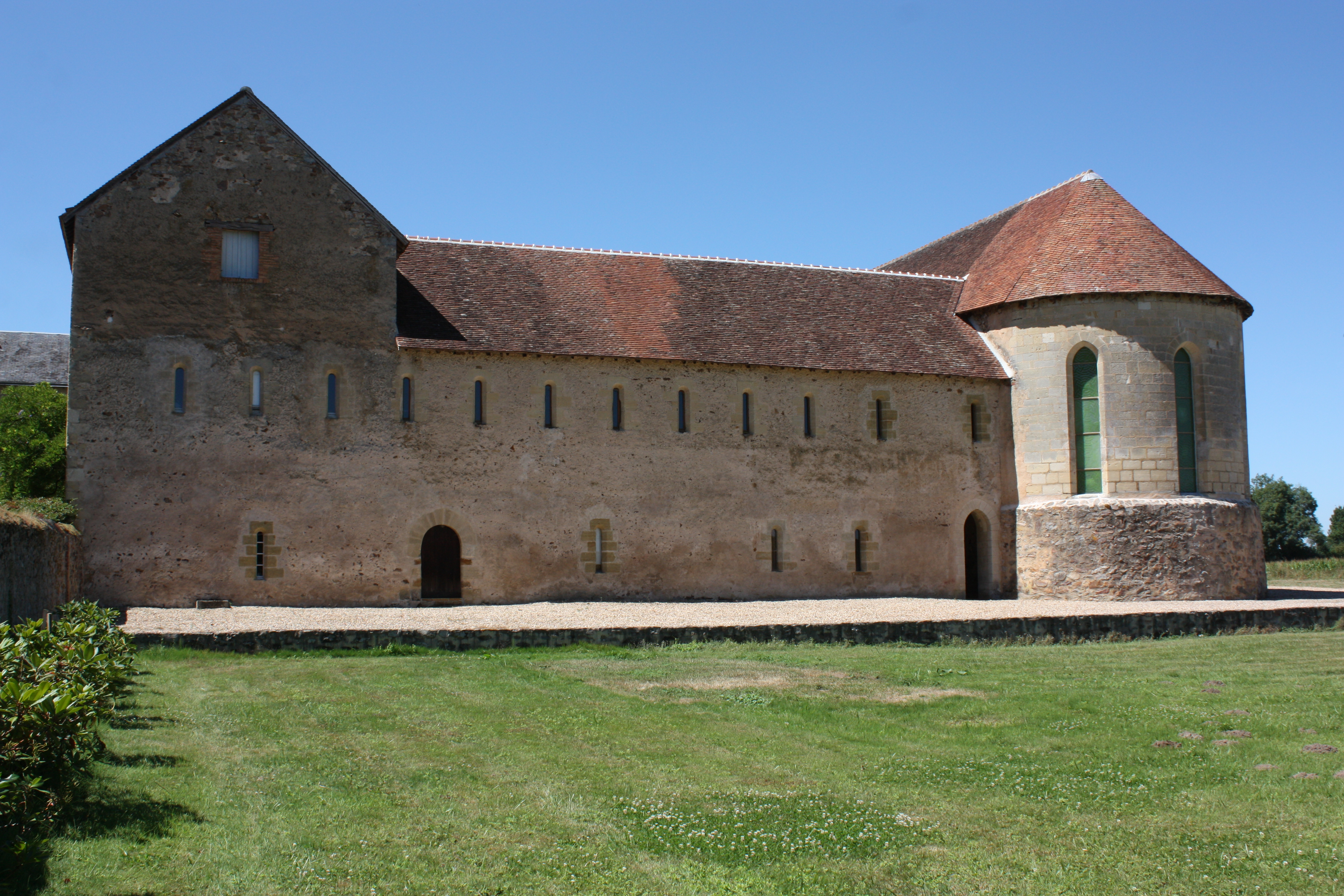
Priorat

- Die Prieuré de Grandmont (Fontblanche, 12. Jahrhundert): Kapelle, Kapitelsaal, Dormitorium und Refektorium der Grammontenser, seit 1980 in Teilen als Monument historique klassifiziert
- Die Pfarrkirche Saint-Symphorien (12./13. und 16. Jahrhundert) mit dem Kenotaph des Marschalls Claude de La Châtre, baron de La Maisonfort, der später in die Sainte-Chapelle von Bourges umgebettet wurde; seit 1927 als Monument historique eingeschrieben
- La Salle: seit 1371 Eigentum von Jean de Valois, duc de Berry und die übliche Residenz der Herzogin. Von dieser geräumigen Anlage (Ostel de Genoilhi) sind heute nur noch Spuren erhalten.
- Das Schloss La Maisonfort, Geburtsort von Claude de La Châtre, Marschall von Frankreich, und eine feudale Festung (daher der Name « Maison fort »), die 1586 bis 1595 im Stil der Renaissance wiederaufgebaut wurde, seit 1927 teilweise als Monument historique eingeschrieben, in anderen Teilen seit 1965 klassifiziert

## Persönlichkeiten
- Jean de Valois, duc de Berry (1340–1416)
- Claude de La Châtre (1536–1614), Seigneur und Baron von La Maisonfort, geboren und gestorben in Genouilly